# 大麻叶巴豆
大麻叶巴豆（学名：Croton damayeshu）为大戟科巴豆属下的一个种。主要生长在云南南部地区。

## 扩展阅读
- 維基物種上的相關：大麻叶巴豆